# Dorus Nijland
Dorotheus Magdalenus „Dorus“ Nijland (* 26. Februar 1880 in Amsterdam; † 13. Dezember 1968 ebenda) war ein niederländischer Radrennfahrer.

## Sportliche Laufbahn
Nijland war im Bahnradsport und im Straßenradsport aktiv. Er war Teilnehmer der Olympischen Sommerspiele 1908 in London. Bei den Spielen belegte er zusammen mit Gerard Bosch van Drakestein, Anton Gerrits und Johannes van Spengen den vierten Platz in der Mannschaftsverfolgung. Weiterhin startete er im Sprint, über 5000 Meter, über 10 Kilometer und über 100 Kilometer. In allen diesen Wettbewerben blieb er ohne Medaille. 1909 wurde er in der nationalen Meisterschaft im Straßenrennen Zweiter hinter Chris Kalkman. Von 1913 bis 1915 war er Berufsfahrer. Danach blieb er bis 1935 als Amateur aktiv. Nijland gewann in seiner Karriere mehr als 100 Rennen. Bei den niederländischen Bahnmeisterschaften belegte er elfmal den zweiten Platz in verschiedenen Disziplinen. 1907 und 1910 startete er bei den Bahnradsport-Weltmeisterschaften im Sprint. 
Auf der Straße gewann er 1907 Amsterdam–Utrecht–Amsterdam.